# Saligförklaring

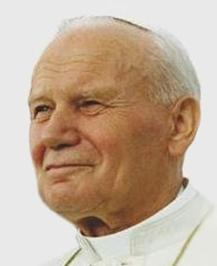
Påve Johannes Paulus II saligförklarade fler människor än alla sina föregångare tillsammans, och blev själv saligförklarad sex år efter sin död, Den gudomliga barmhärtighetens söndag år 2011.

Saligförklaring innebär att Katolska kyrkan förklarar att en död person befinner sig i himlen. Kyrkan erkänner därmed den dödes möjlighet att ta emot levande människors förbön inför Gud. Saligförklaring är det näst sista steget i helgonförklaringsprocessen. 

## Historik
Fram till 1634 hade lokala biskopar rätten att saligförklara. Med den apostoliska konstitutionen Coelestis Jerusalem, promulgerad detta år, reserverade påve Urban VIII denna rätt till den Heliga stolen.
Efter att processen 1983 reformerats, måste ett mirakel ha skett genom förbön av den person som ska saligförklaras. Vad gäller de som lidit martyrdöden krävs dock inget mirakel. Deras helighet anses bevisad genom att de dödats in odium fidei (i hat mot tron).
En saligförklarads festdag är inte universell, utan firas bara där personen vördas. Det kan gälla ett land, ett stift eller en orden, som till exempel John Duns Scotus inom franciskanorden. På samma sätt vördas saliga Chiara Badano (1971–1990) särskilt inom Focolarerörelsen. Hennes fall visar också, i motsats till vad som ofta antas, att en saligförklaring kan ske inom en kort tid efter en persons död; i hennes fall 20 år.
Till en början var det främst martyrer som saligförklarades, det vill säga erkännandet att någon dödats till följd av sin tro. Bekännare är en annan tidig kategori saligförklarade, vilket är personer som levt ett liv av heroisk dygd. Påve Franciskus införde 2017 en ny kategori, oblatio vitae, för dem som av kärlek till Gud frivilligt offrat sina liv till åtskillnad från martyrer. För att kunna saligförklaras krävs dessutom att personen uppvisat kristliga dygder, inneha fama sanctitatis (rykte om sig om att vara helig) och med Guds hjälp ha utverkat mirakler efter sin död.

## Förfarande enligt olika påvar
Påve Johannes Paulus II förändrade påtagligt tidigare katolsk praxis för saligförklaring. I oktober 2004 hade han saligförklarat 1 340 personer, mer än alla hans föregångare sedan Sixtus V (1585–1590). Johannes Paulus II:s efterträdare, Benedictus XVI, tog bort seden att hålla saligförklaringsceremonier i Vatikanen med påve som förrättare och celebrant. De kan nu hållas där personen levt med Helgonkongregationens prefekt som påvlig delegat. Påven kan dock fortfarande vara förrättare, så som skedde den 19 september 2010 då Benedikt XVI saligförklarade John Henry Newman i Cofton Park i Birmingham. Benedikt XVI celebrerade också personligen saligförklaringsmässan för sin föregångare Johannes Paulus II i Peterskyrkan, på Den gudomliga barmhärtighetens söndag 2011 inför en skara på mer än en miljon människor.

## Kultbekräftelse
Kultbekräftelse är ett något annorlunda förfarande, där kyrkan erkänner en lokal kult av en person och bekräftar att det är acceptabelt med vördnad för personen. Detta är mer en officiell bekräftelse av folkfromhet än ett aktivt steg i en kanoniseringsprocess, men resultatet är det samma och föremålet för kultförklaringen kan tituleras "salig", på samma sätt som den som saligförklarats på normalt sätt.